# Bulki
Bulki (ou Bulike) est une ville et un woreda du sud de l'Éthiopie, située dans la zone Gofa. Elle a 5 742 habitants en 2007 et fait partie de la région des nations, nationalités et peuples du Sud jusqu'au transfert de la zone dans la région Éthiopie du Sud en août 2023.
Bulki se trouve vers 2 200 ou 2 300 m d'altitude une quinzaine de kilomètres à l'ouest de Sawla,.
Cette ville compte 5 742 habitants au recensement national de 2007 en tant que chef-lieu de Geze Gofa.
Ayant obtenu le statut de woreda à la fin des années 2010 ou au tout début des années 2020, elle est désormais un district urbain distinct enclavé dans Geze Gofa avec 7,4 km2 de superficie,.